# On the Good Ship Lollipop
«On the Good Ship Lollipop» — песня, написанная Ричардом А. Уайтингом и Сидни Клэром специально для Ширли Темпл и её главной роли в фильме 1934 года Bright Eyes.
На момент выхода этой песни Ширли было всего шесть лет. Песня стала её «визитной карточкой». (Как и «Animal Crackers in My Soup», которая будет представлена в фильме 1935 года Curly Top.)

## Признание
Американский институт киноискусства поместил эту песню (в версии из фильма Bright Eyes) на 69-е место своего списка ста лучших песен из американских кинофильмов.